# 2085
2085 — 2085 рік нашої ери, 85 рік 3 тисячоліття, 85 рік XXI століття, 5 рік 9-го десятиліття XXI століття, 6 рік 2080-х років.

## Очікувані події
- Російський письменник та публіцист Захар Оскотський у своїй книзі «Гуманна куля» прогнозує, що тривалість людського життя в розвинених країнах, внаслідок успіхів науки і медицини, зросте до 140 років.[1]
- Внутрішній годинник Sega Dreamcast досягне своєї межі. Поточний 2085 рік буде показувати як «1950».